# Лясковский, Януш
Януш Лясковский (пол. Janusz Laskowski, род. 5 января 1946 года, дер. Пожарки, ныне — Волковысский район, Гродненская область, Белоруссия) — польский эстрадный певец, композитор и аранжировщик.

## Биография
Детство провёл в родной деревне, которая находилась на территории, после окончания Великой Отечественной войны переданных Советскому Союзу. В 1957 году переехал в Польшу.
Свою певческую карьеру начал в 1960-х годах. Дебютировал как певец и композитор в любительском ансамбле «Ананасы» в Белостоке. В 1967 году возглавил собственную группу Dacyty. В те годы его записи массово выходили на аудиооткрытках, благодаря чему он приобрёл многочисленных поклонников и титул короля звуковых писем. Исполняемые им песни (не транслируемые по радио или телевидению), которые приобрели популярность, среди них: «Беата с Альбатроса», «Жёлтый осенний лист» и, особенно, «Разноцветные ярмарки», за которые он получил премию журналистов на 15-й национальном фестивале польской песни в Ополе (1977).
Его песни занимали высокие позиции в радио- и телечартах. Он дал много концертов для польской общины в странах Европы (Германии, Бельгии, Голландии, Франции), в США, Канаде и Австралии.
Активно занимался благотворительностью. Поддерживает деятельность учреждений, связанных с католической церковью. Частый гость на концертах и религиозных праздниках.
Удостоен звания Почётного гражданина Августова.

## Дискография
- 1974 Janusz Laskowski (Don dari dari)
- 1978	Kolorowe jarmarki
- 1980	Żółty liść

Janusz Laskowski w Australii
- 1991	Zanim rzucisz kamieniem
- 1994	Nigdy nie byłem w Casablance
- 1994	Świat nie wierzy łzom
- 1996	Wszystko chłopcy jest O.K.

Największe przeboje
- 2001	Moje przeboje vol. 1
- 2001	Moje przeboje vol. 2
- 2001	Pierwszy dzień wiosny
- 2002	Kresowy płomień (maxi-singel)
- 2002	Żółty liść
- 2003	Kolorowe jarmarki z serii Perły polskie
- 2004	Platynowa kolekcja
- 2005	Podwórkowe oceany
- 2008	Życie to radość
- 2010	Złote Przeboje
- 2011	Beata z Albatrosa